# Grattery
Grattery är en kommun i departementet Haute-Saône i regionen Bourgogne-Franche-Comté i östra Frankrike. Kommunen ligger i kantonen Port-sur-Saône som tillhör arrondissementet Vesoul. År 2022 hade Grattery 215 invånare.

## Befolkningsutveckling
Antalet invånare i kommunen Grattery
| Referens: INSEE |